# Pierre Linster

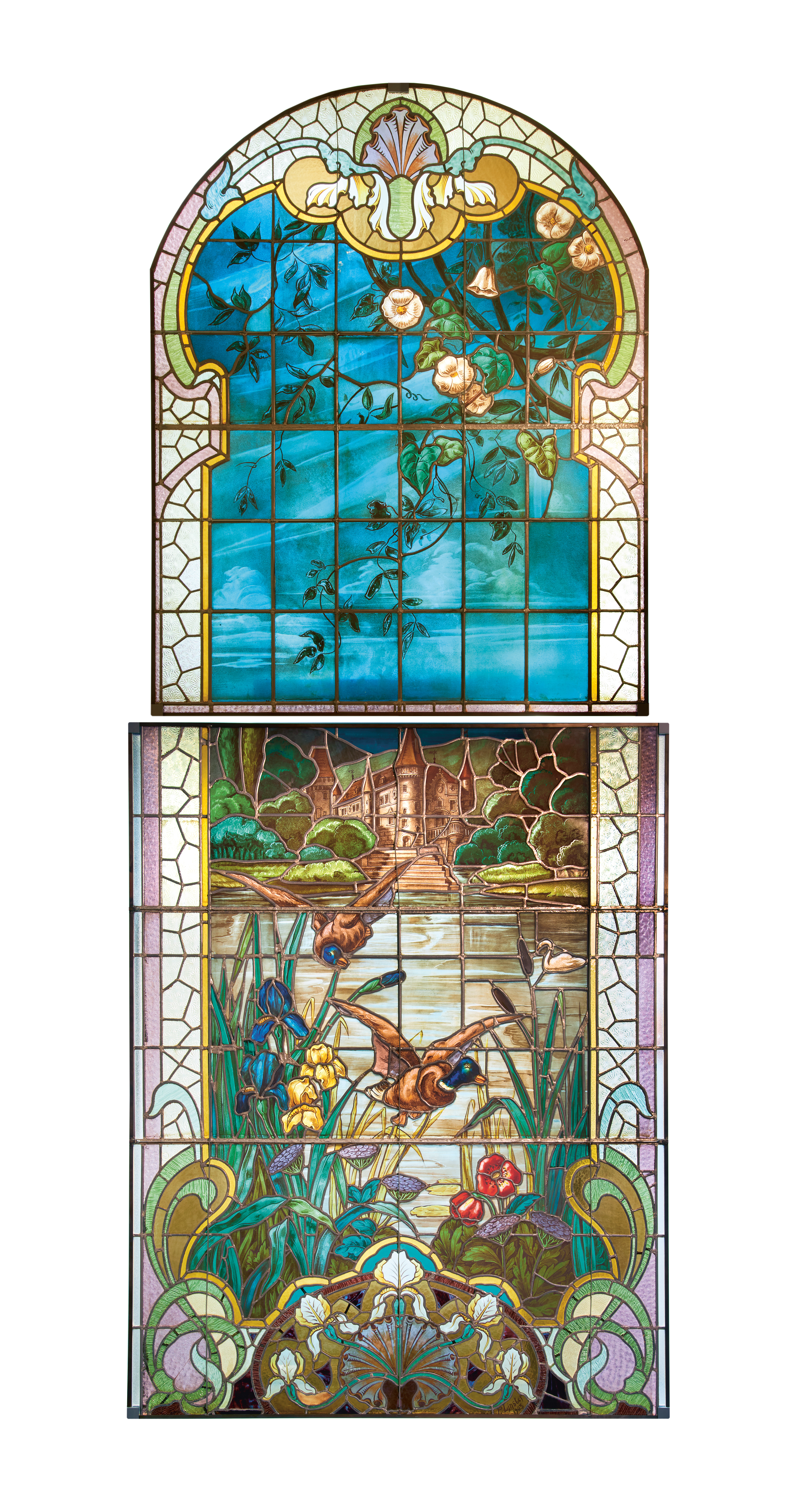
Vitrail, signé « P. Linster 1903 »

Peter (Pierre) Linster, né à Mondorf-les-Bains le 30 mars 1863 et décédé dans cette même ville le 13 septembre 1906, est un maître-vitrier luxembourgeois, également appelé Hippolyte Linster.

## Biographie
Pierre Linster est le fils de Johann (Jean) Linster et de Maria Conter. Il reçoit une formation artistique à Paris et devient maître-verrier dans l'atelier de Charles II Champigneulle. En raison du mal du pays, il retourne au Luxembourg en 1891, où il épouse cette année-là Catharina Renell (décédée en 1940), originaire d'Altwies. De ce mariage naissent ses fils Jean (1893-1968) et Sylvère Linster (1894-1973). Jean deviendra plus tard maire de Mondorf-les-Bains.
En 1891, Pierre Linster ouvre un atelier de verre dans sa ville natale. Il s'agit du premier atelier de peinture sur verre au Grand-Duché. Au début, il travaille avec son associé Alexandre Schmit sous le nom de Linster et Schmit. Comme Linster, Schmit avait travaillé à Champigneulle. Dès l'année de fondation, ils offrent au ministre d'État Paul Eyschen son portrait en vitrail peint par Linsters, , qui est le plus ancien portrait conservé de l'homme politique. Linster et Schmit ont reçu une médaille d'argent pour leur travail lors de l'Exposition universelle de 1900 à Paris. Les vitraux de Linster ont notamment été placés dans l'église Saint-Michel de Mondorf (1891, 1899), l'église Saint-Nicolas de Holtz (1903), l'église Saint-Hubert d'Itzig (1903), l'église Saint-Pierre et Saint-Paul de Medernach (1903), l'église Saint-Bernard de Cruchten (1905) et l'église Saint-Maximin de Greisch (1906).
Linster fait partie des membres fondateurs du Cercle artistique de Luxembourg en 1893, aux côtés, entre autres, des architectes Jean-Pierre Knepper, Jean-Pierre Koenig, Charles Mullendorff, Georges Traus et Auguste van Werveke, des auteurs Pol Clemen, Nicolas Liez et Batty Weber, le sculpteur Jean-Baptiste Wercollier, les peintres Pierre Blanc, Reginald Bottomley, Michel Engels, Michel Heiter, Frantz Heldenstein, Jean-Pierre Huberty, Alphonse Thyes et André Thyes, et le dessinateur Eugène Kurth. Il expose également au salon de la société des artistes.
Pierre Linster meurt à l'âge de 43 ans, et sa veuve poursuit l'activité sous le nom de Witwe Pierre Linster. L'entreprise est ensuite reprise par leurs fils Jean et Sylvère Linster. En 2017, le Musée national d'histoire et d'art a acquis près de 120 dessins préparatoires de vitraux de Pierre et Sylvère Linster.

## Galerie

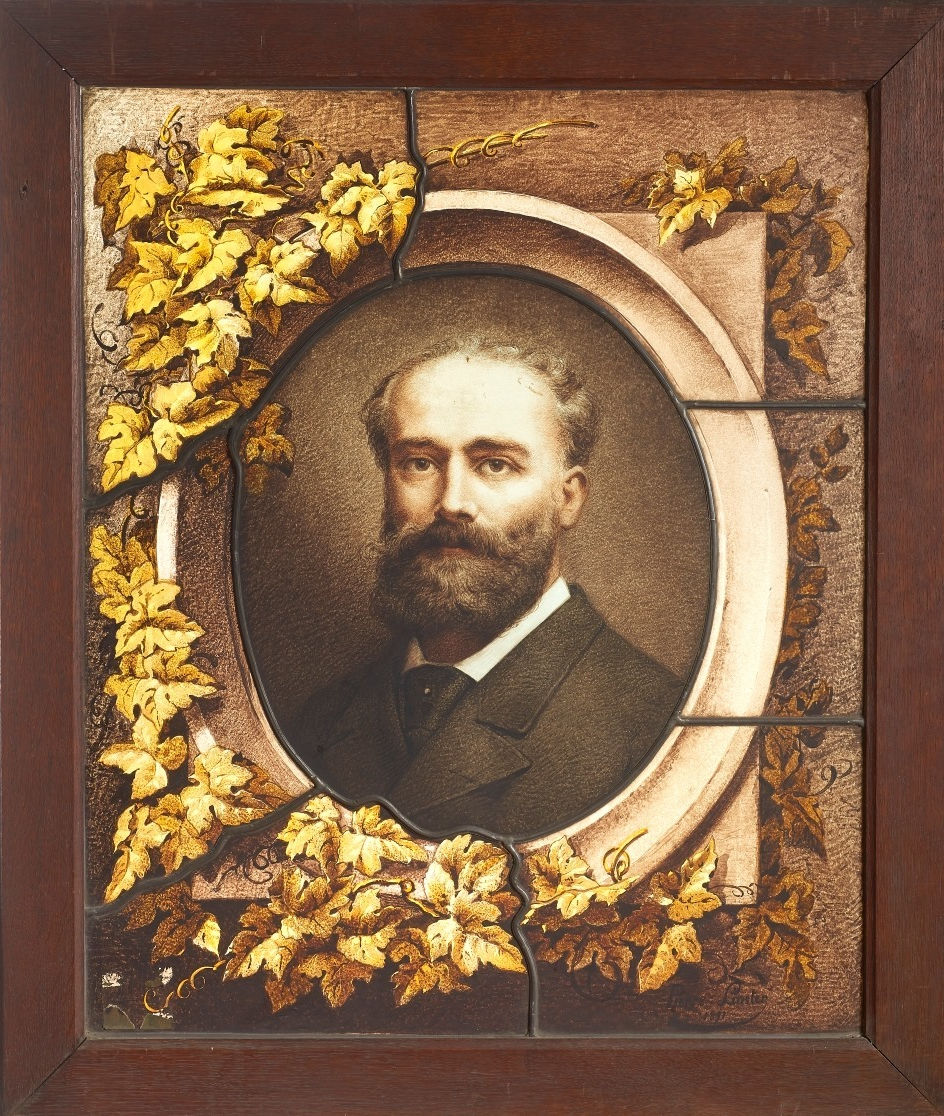
Portrait en vitrail du ministre d'État Paul Eyschen (1891)
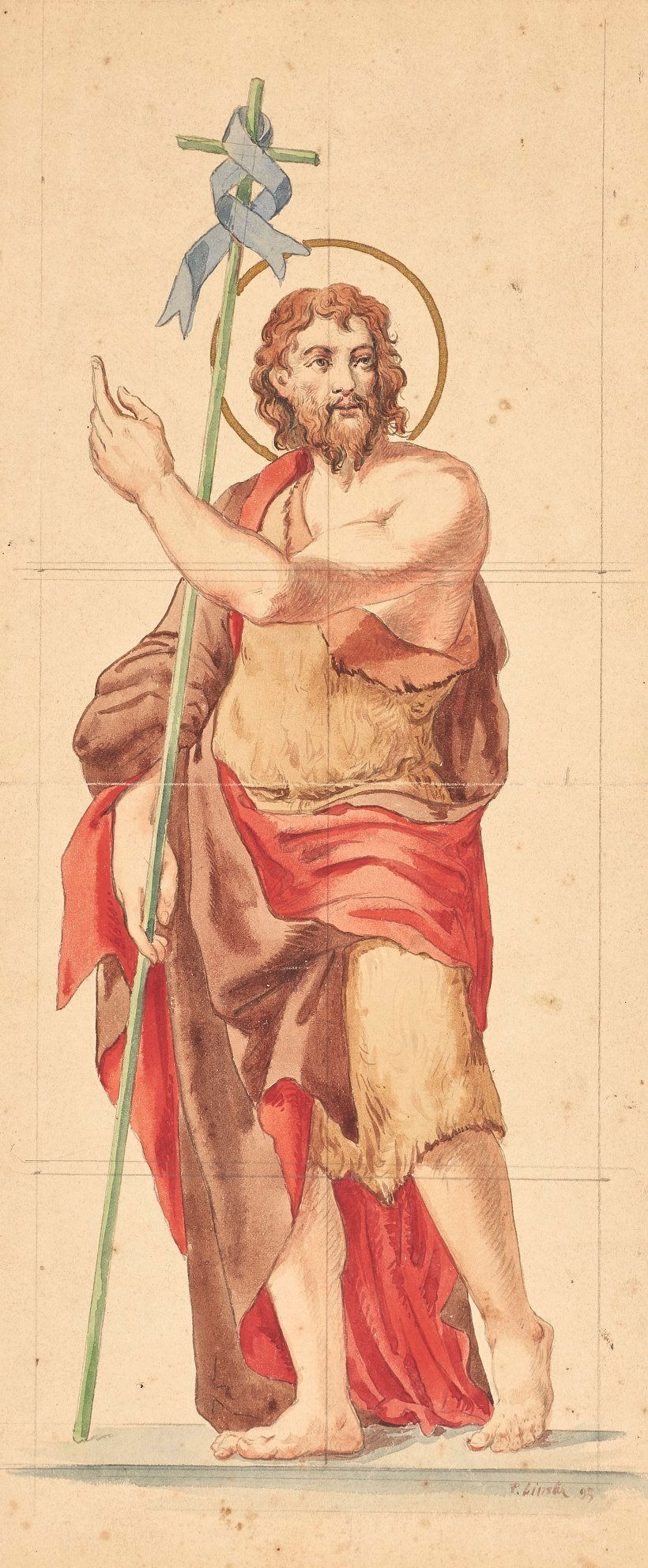
Dessin de Jean le Baptiste (1895)
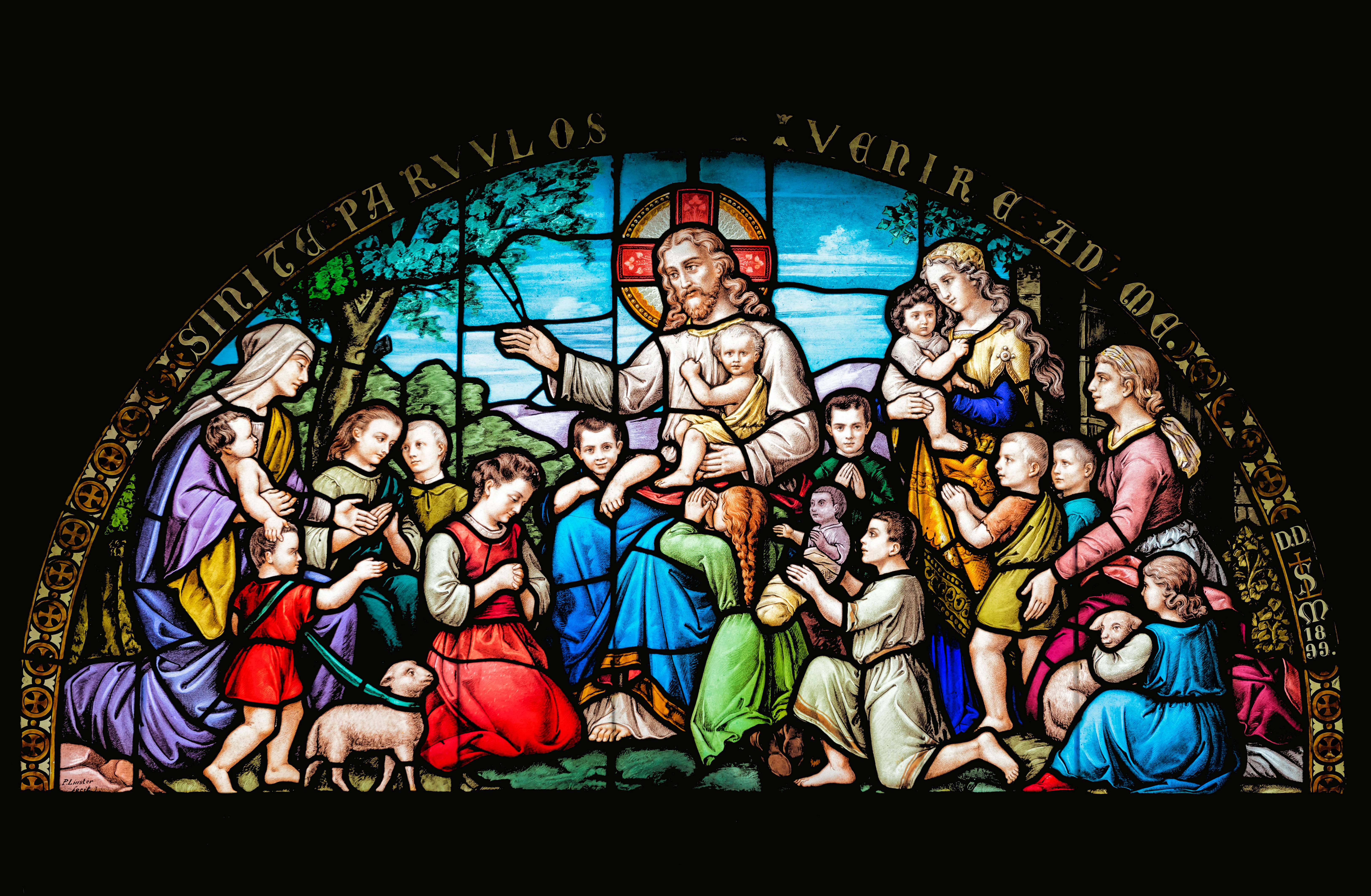
Vitrail Jésus bénit les enfants, Mondorf (1899)
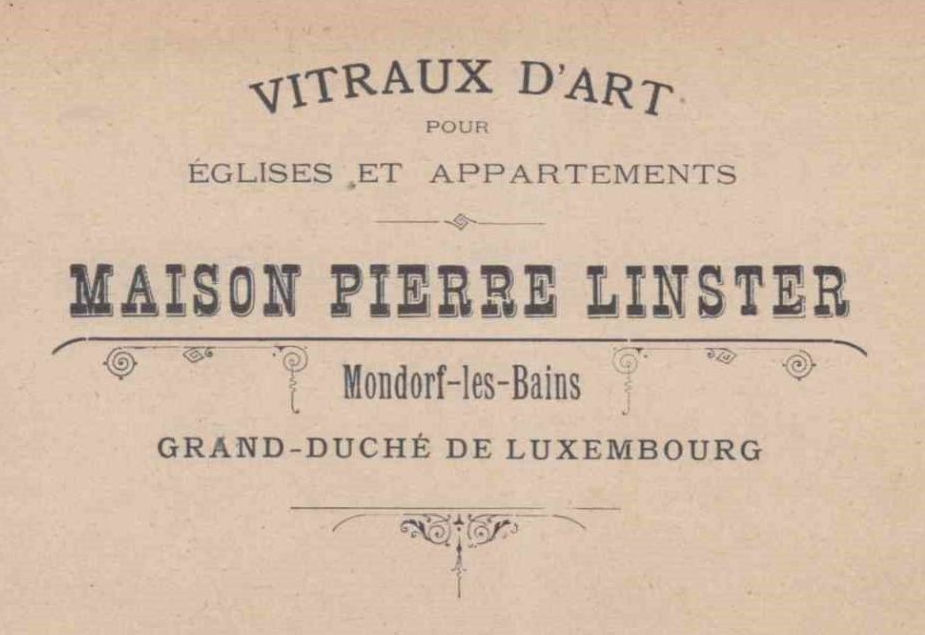
Carte publicitaire de la Maison Pierre Linster